# Sphaeromopsis heardi
Sphaeromopsis heardi är en kräftdjursart som beskrevs av Brian Frederick Kensley och Marilyn Schotte1994. Sphaeromopsis heardi ingår i släktet Sphaeromopsis och familjen klotkräftor. Inga underarter finns listade i Catalogue of Life.